# Lotto Sport Italia
Lotto Sport Italia je talijanska tvrtka koja se bavi proizvodnjom obuće i sportske odjeće. Osnovana je u lipnju 1973, i vrlo je poznata marka u svijetu. Lotto je osnovala obitelj Caberlotto, koja ima vlasništvo nad talijanskim nogometnim klubom Treviso. Sponzor je mnogima sportašima, nogometnim klubovima i nacionalnim reprezentacijama diljem svijeta.

## Sportaši

### Nogometni igrači
- Amauri (Juventus)
- Julio Cruz (Internazionale Milano F.C.)
- Saša Papac (Glasgow Rangers)
- Marek Jankulovski (AC Milan)
- Cafu (AC Milan)
- Doni (AS Roma)
- Anthony Réveillère (Olympique Lyonnais)
- Jérôme Rothen (Paris Saint-Germain)
- Pierre-Alain Frau (Lille O.S.C.)
- Asamoah Gyan (Udinese)
- Efstathios Tavlaridis (AS Saint-Étienne)
- Giuseppe Rossi (Villarreal CF)
- Luca Toni (FC Bayern München)
- Eduardo Navea (Universidad de Chile)
- Simone Perrotta (AS Roma)
- Stefano Fiore (A.C. Mantova)
- Goran Pandev (S.S. Lazio)
- Clarence Seedorf (AC Milan)
- Joan Capdevila (Villarreal CF)
- Mirko Vučinić (AS Roma)
- Grzegorz Rasiak (Bolton Wanderers)
- Bekim Kastrati (Fortuna Düsseldorf)

### Teniski igrači
- David Ferrer
- Juan Carlos Ferrero
- Simone Bolelli
- Nicolas Mahut
- Michael Berrer
- Wayne Odesnik
- Teimuraz Gabashvili
- Guillermo Garcia-Lopez
- Kristof Vliegen
- Gilles Muller
- Sergiy Stakhovsky
- Mikhail Kukushkin
- Dominik Hrbaty
- Thierry Ascione
- Paul Capdeville
- Julian Knowle
- Mikhail Ledovskikh
- Aisam-Ul-Haq Qureshi
- Lukasz Kubot
- Gaston Gaudio
- Oliver Marach
- Lukas Lacko
- Rohan Bopanna
- Yeu-Tzuoo Wang
- Francesca Schiavone
- Tamira Paszek

## Klubovi

### Afrika
- JS Kabylie
- USM Alger
- Raja Casablanca

### Amerika
- Bahia
- Atlético Mineiro
- Coritiba
- Goiás
- Sport Clube do Recife
- Belgrano
- San Lorenzo de Almagro
- Juventud Antoniana
- Quilmes AC
- Deportes Concepción
- Curicó Unido
- Universidad de Concepción
- Lota Schwager
- Santiago Morning
- Cobresal
- Trasandino
- Unión San Felipe
- Deportes Valdivia
- Real Cartagena
- Club Deportivo El Nacional
- Club Sport Emelec
- CSD Municipal
- Deportivo Marquense
- Deportivo Suchitepéquez
- Universidad de San Carlos
- Serbian White Eagles

### Azija
- Daejeon Citizen
- Daegu FC
- Al Ain FC
- Al-Nassr
- Persik Kediri
- FC Gifu
- Omiya Ardija
- Gombak United FC

### Europa
- FK Simurq Zaqatala
- FK Baku
- KS Elbasani
- FC Banants
- Admira Mödling
- Sarajevo
- APOEL
- Apollon Limassol
- Doxa Katokopias
- Enosis Neon Paralimni FC
- Nea Salamina
- Olympiakos Nicosia
- Omonia Nicosia
- Barnsley F.C. (Od sezone 2008/09 )
- Chesterfield FC
- NEC Harlequins
- Queens Park Rangers (Od sezone 2008/09)
- Sheffield Wednesday
- Swindon Town FC
- Pärnu Vaprus
- FC Sochaux
- Toulouse FC
- FC Gueugnon
- Stade de Reims
- Angers SCO
- Borussia Monchengladbach
- FSV Mainz 05
- Asteras Tripolis
- Ergotelis FC
- Bnei Sakhnin
- Maccabi Haifa
- Maccabi Netanya
- Maccabi Petah Tikva
- ACF Fiorentina
- A.C. Chievo Verona
- Udinese Calcio
- Palermo
- A.C. Cesena
- FC Treviso
- S.S. Manfredonia Calcio
- FC Aktobe
- Birkirkara FC
- Hibernians F.C.
- Pietà Hotspurs
- Arka Gdynia
- Pogoń Szczecin
- Rapid Bucharest
- National Bucharest
- Poli Timişoara
- Ceahlaul Piatra Neamt
- FC Argeş Piteşti
- Petrolul Ploieşti
- Sportul Studentesc
- CS Otopeni
- FC Botoşani
- CSM Râmnicu Vâlcea
- Ayr United
- Berwick Rangers
- Clyde FC
- Falkirk FC (Do sezone 2007/08)
- Kilmarnock FC
- Stenhousemuir FC
- Lausanne Sports
- Kasımpaşa S.K.
- Genclerbirligi
- Konyaspor
- Genclerbirligi OFTAS
- Urla Gençlik Spor
- Zakarpattia Uzhhorod
- Arsenal Kyiv
- FC Lviv
- Sokol-Saratov

### Oceania
- Campbelltown City
- West Griffith
- Waitakere United
- Team Wellington
- Onehunga-Mangere United

## Vanjske poveznice
- Lotto Sport Italija